# 氷川八幡神社 (和光市下新倉)
氷川八幡神社（ひかわはちまんじんじゃ）は、埼玉県和光市の神社。

## 歴史
1091年（寛治5年）に創建された。当初は「八幡社」のみであったが、1594年（文禄3年）に「氷川社」も併せて祀るようになったという。「東福寺」が別当寺であったが、明治初期の神仏分離により、廃寺に追い込まれた。
1945年（昭和20年）の空襲により、社殿が焼失してしまった。戦後、近くの白子小学校にあった奉安殿を本殿として移築した。
なお1929年（昭和4年）に、東京府北豊島郡大泉村字長久保（現・東京都練馬区大泉学園町）が、かつては同じ新倉村だったことから、「長久保氷川神社」を分祠している。

## 文化財
- 下新倉氷川八幡神社富士塚（和光市指定文化財 令和5年9月21日指定）[2]

## 交通アクセス
- 和光市駅より徒歩23分。